# 대한민국 정치비사
《대한민국 정치비사》는 2013년 5월 12일부터 2013년 6월 2일까지 종합편성채널 MBN에서 방송된 다큐드라마이다.

## 등장인물

### 중요 인물
- 김성원 - 진행자 역
- 이창환 - 박정희 역
- 윤동환 - 전두환 역
- 김성겸 - 최규하 역
- 김덕현 - 노태우 역

### 기타 인물
1편 박정희의 승부수 핵무기 개발
- 강승원 - 대통령비서실 제2 경제수석비서관 오원철 역
- 이계영 - 대통령 비서실장 김정렴 역
- 신원균 - 국방부 장관 유재흥 역
- 공재원 - 대통령 비서실 공보수석비서관 선우연 역
- 임병수 - 이희일 역
- 유광수 - 중앙정보부장 이후락 역
- 헤밀턴 - 미 국무성 아시아 태평양 담당 차관보, 주한 미합중국 대사 윌리엄 글라이스틴 주니어 역
- 조 - 주한 미합중국 대사 리처드 스나이더 역
- 마이크 - 제39대 미합중국 대통령 지미 카터 역
- 보리스 - 사울 아이젠버그 역

2편 국보위에서 청와대까지 전두환 vs 최규하
- 손선근 - 대통령 비서실장최광수 역
- 변영희 - 보안사령부 수사과장, 대공처장 이학봉 역
- 정희태 - 보안사령부 비서실장 허화평 역
- 이승준 - 보안사령부 인사처장 허삼수 역
- 문원준 - 중앙정보부장 서리, 육군참모총장 이희성 역
- 강문경 - 국방부 장관 주영복 역
- 황호상 - 보안사령부 정보처장 권정달 역
- 이규현 - 국무총리 신현확 역
- 이희만 - 육군 제50보병사단장, 특전사령관 정호용 역
- 장용복 - 김정렬 역
- 유병안 - 문교부 장관 김옥길 역
- 한동학 - 안종훈 역
- 김용진 - 김용휴 역

3편 지하경제의 메이퀸, 장영자
- 오지영 - 대화산업 명예회장 장영자 역
- 이경영 - 중앙정보부 차장, 대화산업 회장 이철희 역
- 김영선 - 대통령 영부인 이순자 역
- 김나무 - 공영토건 회장 변강우 역
- 김정수 - 성민경 역
- 강철성 - 이종찬 역
- 유영복 - 이종남 역
- 한명석 - 변태수 역
- 전병덕 - 영부인 이순자의 숙부 이규광 역
- 이정국 - 임재수 역
- 박영 - 코오롱그룹 회장 이동찬 역

4편 평양에 갔다 왔습니다, 7·4 남북공동성명 비화
- 박영록 - 주일대사, 중앙정보부장 이후락 역
- 김동석 - 정홍진 역
- 김영인 - 김일성 역
- 강기성 - 김영주 역
- 석정만 - 유장식 역
- 김용범 - 김종필 역
- 김준기 - 박종규 역
- 조승원 - 전영택 역
- 이대승 - 박성철 역
- 신원균 - 유재흥 역

## 시청률
| 2013년 | 2013년   | 2013년         | 2013년 |
| 회차   | 방송일   | AGB닐슨 시청률 |        |
| ------ | -------- | -------------- | ------ |
| 제1회  | 5월 13일 | 1.673%         |        |
| 제2회  | 5월 20일 | 1.131%         |        |
| 제3회  | 5월 27일 | 1.257%         |        |
| 제4회  | 6월 3일  | 1.476%         |        |

| MBN 주말 특별기획 드라마                             | MBN 주말 특별기획 드라마                             | MBN 주말 특별기획 드라마                |
| 이전 작품                                            | 작품명                                               | 다음 작품                               |
| ---------------------------------------------------- | ---------------------------------------------------- | --------------------------------------- |
| 사랑도 돈이 되나요 (2012년 3월 3일 ~ 2012년 5월 6일) | 대한민국 정치비사 (2013년 5월 12일 ~ 2013년 6월 2일) | 해밀 (2013년 7월 7일 ~ 2013년 7월 13일) |